# Lil von Essen
Lil von Essen (* 10. September 1963) ist eine deutsche Sängerin und Schauspielerin.

## Leben
Nach Klavierunterricht bei Arnold Müller, Gesang bei Dr. Jarius, Oper Frankfurt, folgte die Ausbildung an der Westfälischen Schauspielschule Bochum. Jazzgesang und Improvisation erlernte sie u. a. bei Anne Hartkamp in Köln, klassischen Gesang u. a. bei Reinhold Kohnle in Bonn, Renate Körkel, Erfurt und Margret Peckham in Frankfurt. Außerdem machte sie eine künstlerische und pädagogische Ausbildung in funktionaler Stimmbildung am Lichtenberger Institut für Gesang und Instrumentalspiel. Weitere Stationen waren bei Oliver von Essen an der New School of contemporary arts, New York im Bereich Jazz und Improvisation, Repertoirestudium Musical und Jazz bei Thomas Hertl in München.
Zu ihrer künstlerischen Laufbahn gehören Projekte aus den unterschiedlichsten Bereichen: Szenische Lesungen, Synchronsprechen für Funk und Fernsehen, diverse Filmrollen, Theaterengagements u. a. in Essen, Düsseldorf, Konzerttätigkeit als klassischer Sopran im Bereich Oratorium, Lied; diverse Pop-Rock- bzw. Jazz-Projekte, brasilianischer Musik und Tangoprojekte.
Neben ihrer Konzerttätigkeit unterrichtet Lil von Essen an Musikschulen. Sie gibt Workshops und privaten Gesangs- und Sprechunterricht, sowie Performance, Band- und Sängerformationscoaching unter anderem Cashma Hoody, Harmful, Nungo, außerdem bietet sie Stimmbildung für Chöre an.
Lil ist die Tochter des Musikers Reimer von Essen und der Bildenden Künstlerin Beate von Essen. Ihr Bruder ist der Jazz-Pianist Oliver von Essen.